# Rota (cognome)
Rota è un cognome di lingua italiana.                                                              

## Varianti
Il cognome non presenta varianti.

## Origine e diffusione
Cognome tipicamente lombardo, è presente prevalentemente nel bergamasco, con ceppi anche a Alessandria, Genova, Napoli, Caserta e Cosenza.
Originario della Valle Imagna, in provincia di Bergamo, dove è presente il comune Rota D'Imagna per l'appunto, si è espanso per la provincia e per la penisola per via del fenomeno migratorio accaduto intorno all'anno XV°.
L'origine e il significato potrebbe derivare da due strade distinte o anche dall'unione delle due. Potrebbe derivare da un toponimo o dal termine latino rota, "ruota" e quindi di origine romana oppure collegato al regno longobardo e quindi al re Rothar (Rot Har = Rosso di pelo) famoso per il suo editto appunto, editto di Rotari iniziato nel 643 d.c.
lo stesso simbolo della ruota della famiglia riconduce appunto all'unione delle due possibili origini citate sopra, l'unione tra la ruota e l'iconografi sacra longobarda ormai cristianizzati.
Una prova a favore è la presenza del Crysmon o "rota sanguinis fidelium" nel duomo di Monza, costruito dalla regina Teodolinda, la cui figlia sposò proprio Rotari.
In Italia conta circa 8123 presenze.

## Persone
- Rotari (606-652) –  Re longobardo
- Rotarit (...-702) –  Duca di Bergamo (longobardo)
- Lorenzo Rota (1818-1855) – Botanico italiano
- Nino Rota (1911 - 1979) – Musicista
- Marco Rota (1942) – Fumettista italiano
- Carlo Rota (1961) –  Attore
- Lorenzo Rota (1995) – Ciclista su strada italiano